# استان گیونگ‌سانگ شمالی
استان گیونگ‌سانگ شمالی (به انگلیسی: Gyeongsangbuk-do) یکی از ۹ استان کشور کره‌جنوبی است.
نیروگاه هسته‌ای هانول، سومین نیروگاه بزرگ هسته‌ای دنیا در این استان قرار دارد.